# 九世英雄
九世英雄（日语：／ Hideo Kuze），是由士郎正宗创作以及神山健治改编的日本漫画《攻壳机动队》系列中的对立角色。该角色由声优小山力也负责配音，英语版配音则由美国配音演员柯克·桑顿担任。

## 背景设计

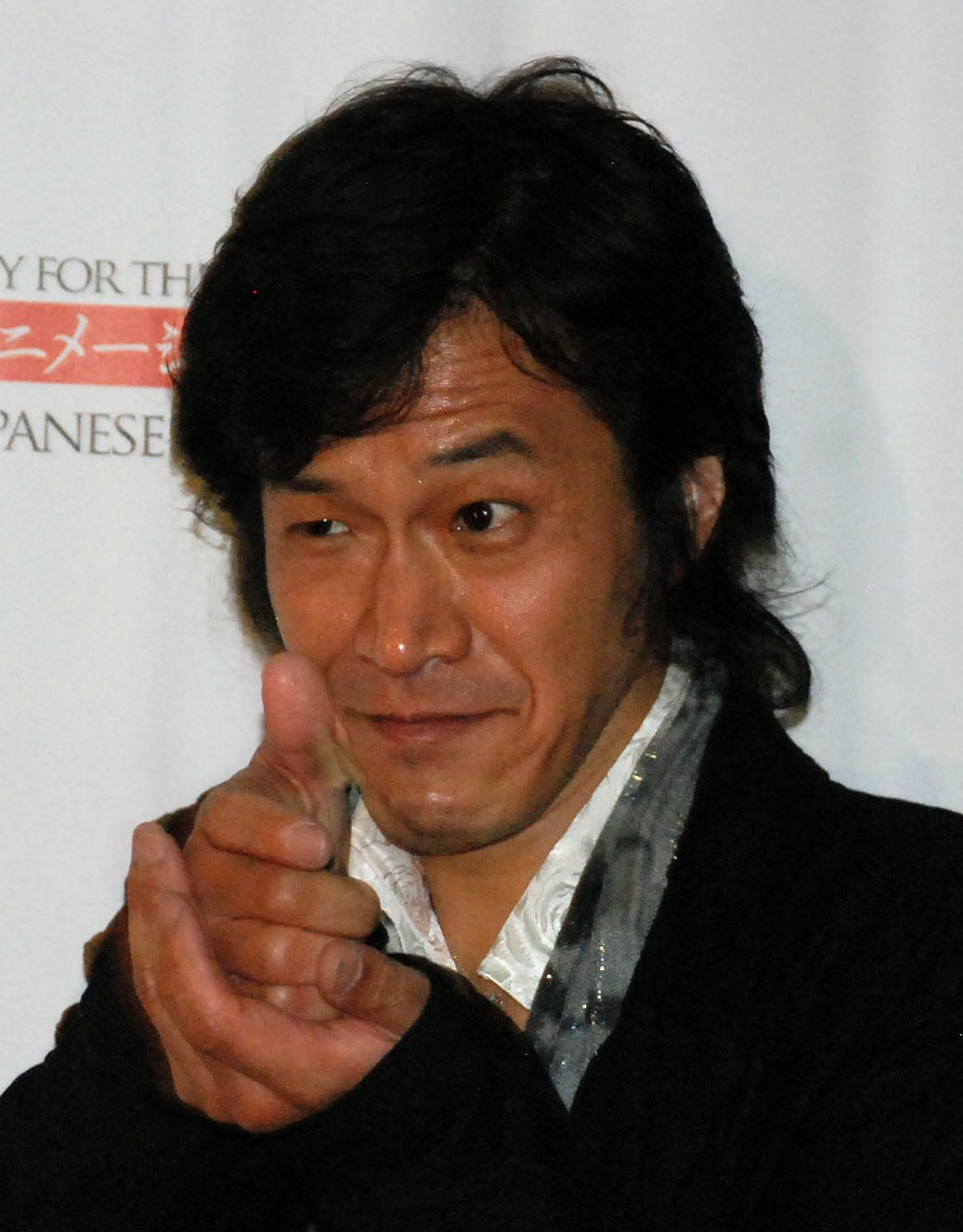
在该系列第二季中为九世英雄配音的小山力也

九世英雄是一名前自卫队成员，战争结束后回到日本加入了一个名为「个别的11人」的恐怖组织，他在《攻壳机动队 S.A.C. 2nd GIG》中是草薙素子的主要对手。与其他「个别的11人」成员不同，九世并没有参与最后的集体自杀行动；相反，他对被隔离安置在出岛地区的大量难民持同情立场，并在之后成为了难民抵抗运动的领导者。
据剧情所述，九世和素子从小就认识，并卷入了同一件空难事件中；两人在医院治疗时曾短暂地成为友人，但不久便彼此分别。其后九世加入了自卫队，在赴朝鲜作战中他逐渐对日本的外交与国内政策愈发失望，最终他以难民领袖的身份重新出现在世人面前。当日本自卫队袭击出岛时，九世领导了难民保卫自己的家园，同时确保疏散非战斗人员以尽可能减少伤亡。他协助公安九课挫败了茅葺政府针对出岛的核打击计划，然而，他在被捕后遭到美帝特工暗杀，以防止他成为难民的精神象征。
根据Production I.G的采访得知，九世的形象设计参照了日籍台湾裔艺人金城武。美国演员迈克尔·皮特曾在《攻壳机动队真人版电影》中饰演九世英雄这一角色。

## 角色塑造

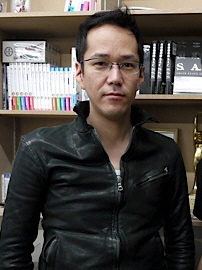
创作《攻壳机动队 S.A.C.》系列的日本动画导演神山健治

导演押井守对于《攻壳机动队 S.A.C. 2nd GIG》整个系列的概念创作与初步规划阶段做出了很大贡献，第二季的编剧佐藤大表示，他们开始制作剧集时，伊拉克战争已经开始，日本自卫队也被派往了伊拉克战场。佐藤说他们正是在这一背景下构思了九世英雄在剧集中所参加的「第四次世界大战」，并针对复杂激烈的难民矛盾创作了以九世为代表的「个别的11人」，以表达日本民众在投票中支持的和平派政客们却计划向中东派遣大量战斗部队这一举动的不负责任。
神山健治觉得在第一季剧集中未曾展现他希望反映的「赤报队」的问题，因此他在第二季中试图以日本右翼和在日外国人为主题进行创作。日本作家三岛由纪夫的作品在该系列中是推动剧情展开的重要素材，三岛所创作的《近代能楽集》原本一共9部；但神山听说他又添加了《Long After Love》后便增加为10部，根据这一灵感来源，他设计出了九世英雄及其所在的「个别的11人」。但是，根据初步采访，有很多意见认为神山和制作组不可能以这种方式获得使用三岛作品的许可权，且考虑到右翼团体可能会到公司进行骚扰。最终三岛的名字在剧集中被替换为虚构思想家帕特里克·西尔维斯特，评论家东浩纪曾对此指出，三岛被改成西尔维斯特后，其作品的时代含意大为降低并失去了真实性。